# Oliwa

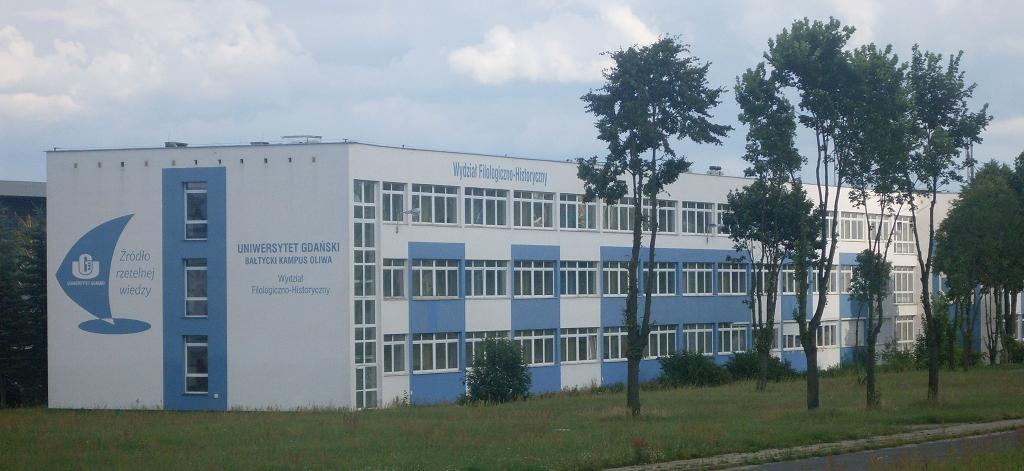
Université de Gdańsk.

Oliwa est l'un des quartiers de la ville de Gdańsk, avec une population (en 2019) de 15 374  habitants sur une superficie de 18,68 km2 (densité de 823 habitants/km²). Les principales attractions touristiques sont la cathédrale de la Sainte-Trinité, le palais des Abbés avec son parc, et le jardin botanique. 
En l'abbaye d'Oliwa fut signé le 3 mai 1660 le traité d'Oliva.